# Xã Pleasant Grove, Quận Marion, Iowa
Xã Pleasant Grove (tiếng Anh: Pleasant Grove Township) là một xã thuộc quận Marion, tiểu bang Iowa, Hoa Kỳ. Năm 2010, dân số của xã này là 2.769 người.